# Кубок Ісландії з футболу 2009
Кубок Ісландії з футболу 2009 — 50-й розіграш кубкового футбольного турніру в Ісландії. Переможцем вперше став Брєйдаблік.

## Календар
| Раунд        | Дата                     | Матчі | Клуби   |
| ------------ | ------------------------ | ----- | ------- |
| Перший раунд | 23-24 травня 2009        | 17    | 69 → 52 |
| Другий раунд | 1-2 червня 2009          | 20    | 52 → 32 |
| 1/16 фіналу  | 17-18 червня 2009        | 16    | 32 → 16 |
| 1/8 фіналу   | 5-6 липня 2009           | 8     | 16 → 8  |
| 1/4 фіналу   | 30 липня - 2 серпня 2009 | 4     | 8 → 4   |
| 1/2 фіналу   | 12-13 вересня 2009       | 2     | 4 → 2   |
| Фінал        | 3 жовтня 2009            | 1     | 2 → 1   |

## Регламент
У перших раундах брали участь команди з нижчих дивізіонів та аматори. Клуби Урвалсдейлду стартували з 1/16 фіналу.

## 1/8 фіналу
| Команда 1      | Рахунок | Команда 2       |
| -------------- | ------- | --------------- |
| 5 липня 2009   |         |                 |
| Вестманнаейя   | 2:3 дч  | Гапнарфйордур   |
| Кеплавік       | 2:1     | Тор (2)         |
| Брєйдаблік     | 3:1 дч  | Готтур (3)      |
| Фрам           | 1:0 дч  | Гріндавік       |
| Фількір        | 6:1     | Фьярдабіггд (2) |
| 6 липня 2009   |         |                 |
| Валюр          | 3:2 дч  | Акурейрі (2)    |
| Відір (3)      | 0:2     | КР              |
| Коупавогур (2) | 5:2 дч  | Рейнір (3)      |

## 1/4 фіналу
| Команда 1      | Рахунок | Команда 2     |
| -------------- | ------- | ------------- |
| 30 липня 2009  |         |               |
| Кеплавік       | 3:1     | Гапнарфйордур |
| Коупавогур (2) | 0:1     | Брєйдаблік    |
| Фрам           | 2:0     | Фількір       |
| 2 серпня 2009  |         |               |
| Валюр          | 1:3     | КР            |

## 1/2 фіналу
| Команда 1       | Рахунок | Команда 2  |
| --------------- | ------- | ---------- |
| 12 вересня 2009 |         |            |
| Фрам            | 1:0     | КР         |
| 12 вересня 2009 |         |            |
| Кеплавік        | 2:3     | Брєйдаблік |

## Фінал
| 3 жовтня 2009 17:00 (EEST) |

| Фрам                           | 2:2 дч   | Брєйдаблік            |
| ------------------------------ | -------- | --------------------- |
| Оласон 73' С.Тіллен 98' (пен.) | Протокол | Фіннбогасон 60', 102' |

| Лаугардалсволлур, Рейк'явік Глядачів: 4 766 Арбітр: Йоганнес Вальгейрссон |

|                                                                   |     | Пенальті                                                                       |  |
| С.Тіллен · Торарінссон · Магнуссон · Оласон · Дж.Тіллен · Макшейн | 4:5 | Фіннбогасон · Петурссон · Адальстейнсон · Сігурйонссон · Арсаелссон · Хелгасон |  |